# Oplonia tetrasticha
Oplonia tetrasticha är en akantusväxtart som först beskrevs av Charles Wright och August Heinrich Rudolf Grisebach, och fick sitt nu gällande namn av William Thomas Stearn. Oplonia tetrasticha ingår i släktet Oplonia och familjen akantusväxter. Inga underarter finns listade i Catalogue of Life.